# Castell Du
Castell Du är ett slott i Storbritannien.   Det ligger i kommunen Carmarthenshire och riksdelen Wales, i den södra delen av landet, 290 km väster om huvudstaden London. Castell Du ligger 174 meter över havet.
Terrängen runt Castell Du är kuperad åt nordost, men åt sydväst är den platt. Runt Castell Du är det ganska tätbefolkat, med 72 invånare per kvadratkilometer. Närmaste större samhälle är Carmarthen, 14,3 km söder om Castell Du. Trakten runt Castell Du består i huvudsak av gräsmarker.